# The Def Leppard E.P.
The Def Leppard E.P. è l'EP di debutto del gruppo musicale britannico Def Leppard, pubblicato nel 1979 e auto-prodotto dal gruppo. La copertina dell'EP è una parodia del noto marchio His Master's Voice, con un leopardo al posto del cane del dipinto originale. Il disco è stato messo in commercio con il codice CUS SRT 232 sotto etichetta Bludgeon-Riffola. Nel 2017 è stato ristampato per l'annuale Record Store Day.

## Storia
Un centinaio di copie, con inclusi inserti e fogli con i testi, furono fotocopiate dal cantante Joe Elliott durante la sua pausa pranzo al lavoro. Inoltre, lui e sua madre incollarono 1.000 manicotti insieme. L'inserto sul fronte-retro ha il testo di Ride into the Sun e Getcha Rocks Off su un lato. Sull'altro altro è presente il testo della canzone The Overture, insieme a schizzi individuali dei membri della band realizzati da Dave Jeffrey. Secondo Elliott, il costo dell'EP fu di £148,50 per la registrazione, pagato con i soldi che aveva preso in prestito da suo padre. Ciò ha fornito una corsa iniziale di stampa di 1.000 copie che la band avrebbe usato in uno sforzo concertato per farsi notare.
Senza Tony Kenning, la band aveva bisogno di un batterista per la sessione, quindi fu preso in prestito Frank Noon dai The Next Band per il weekend successivo. I Def Leppard ingaggeranno il loro batterista definitivo solo pochi mesi dopo l'uscita dell'EP, con l'entrata nella band di Rick Allen.
Il singolo fu venduto ai tempi per £1 a spettacolo, e fu distribuito per agevolare l'esposizione della band. Le prime stampe andarono esaurite entro la prima metà del 1979, aiutate da alcuni passaggi radiofonici. Elliott arrivò a saltare sul palco dell'Università di Sheffield durante una sessione del DJ John Peel per consegnargli a mano una copia dell'EP. Peel, a quel punto quasi obbligato,
iniziò a fare pubblicità ai Def Leppard su BBC Radio 1. Questo permise alla band di finanziare un secondo carico di stampe dell'EP. Successivamente, i Def Leppard firmarono un contratto con la Mercury Records.
Due delle tracce dell'EP, Getcha Rocks Off e The Overture, verranno registrate di nuovo per il primo album in studio del gruppo, On Through the Night del 1980. La registrazione di Getcha Rocks Off è stata rinominata Rocks Off, e le è stata aggiunta il suono di un pubblico finto sullo sfondo della registrazione. Ride in the Sun è stata accantonata fino a quando una nuova versione è stata registrata nel 1987 come lato B del singolo Hysteria. La versione registrata successivamente è comparsa nella raccolta Retro Active del 1993, ma con sovra-incisioni ulteriori e un intro di pianoforte eseguito da Ian Hunter che sostituisce l'assolo di batteria di apertura. La versione registrata è attribuita a Elliott, Phil Collen, Steve Clark e Rick Savage, mentre la versione originale dell'EP a Elliott, Pete Willis, Clark e Savage.

## Tracce
Tutte le tracce sono firmate da Joe Elliott, Pete Willis, Steve Clark e Rick Savage.
1. Ride into the Sun – 2:59
2. Getcha Rocks Off – 3:44
3. The Overture – 7:56

## Formazione
- Joe Elliott – voce
- Steve Clark – chitarra solista
- Pete Willis – chitarra ritmica
- Rick Savage – basso
- Frank Noon – batteria

Produttori
- Def Leppard – produzione
- Keith Herd  – ingegneria del suono
- Roy Neave – ingegneria del suono
- Nick Cartwright – missaggio
- Dave Jeffery – copertina
- John Wood – fotografia